# Markéta Hrubešová
Markéta Hrubešová (Praga, 17 de março de 1972) é uma atriz, apresentadora, cozinheira, e escritora tcheca.

## Vida e carreira
Quando criança, ela adorava dançar e se apresentava no conjunto infantil da rádio Disman. Ela se formou na escola primária de idiomas de Praga, na Rua Ostrovní. Depois de se formar no Conservatório de Praga, ela trabalhou brevemente no East Bohemian Theatre em Pardubice. Ela ficou famosa por seu papel no filme Oznamuje se láskám vašim, onde estrelou ao lado de Lukáš Vaculík. Neste filme, quando tinha 17 anos, ela filmou várias cenas eróticas com o consentimento dos pais. Além de atuar, ela usou seu charme e aparência ruiva atraente para trabalhar também como modelo fotográfica.
Hrubešová fez sua estreia em um papel importante no drama de guerra tcheco Oznamuje se laskam vasim em 1988. No filme de conto de fadas Fantaghirò (1991) ela apareceu ao lado de Alessandra Martines e Mario Adorf. Em setembro de 1994, ela foi nomeada Playmate do mês pela edição tcheca da revista Playboy. No drama erótico Delta of Venus (1995), baseado no romance Delta de Vênus de Anaïs Nin, ela desempenhou um dos papéis principais ao lado de Audie England. O filme Winter '89 (1998), no qual ela desempenhou um dos papéis principais, foi indicado ao Globo de Cristal no Festival Internacional de Cinema de Karlovy Vary em 1998. Após uma pausa de vários anos, ela atuou no filme familiar Saxána a Lexikon kouzel, lançado em 2011. Até o momento, ela apareceu como atriz em mais de 70 produções cinematográficas e televisivas.
Em 2005, nasceu sua filha Christel Lilly Kraus. Em 20 de julho de 2007, ela se casou com seu parceiro de longa data, o fotógrafo David Kraus, no Castelo de Loučeň.
Em 2012, ela leu o audiolivro Brusinky (publicado pela Audiotéka). Desde 2011, ele publica receitas de livros de receitas para acompanhar seus programas de culinária na televisão. Ela não só começou a escrever livros de histórias para a filha, como também começou a escrever para crianças. Ela continua escrevendo livros de receitas, além de se inspirar na culinária tradicional de M. D. Rettigová e também publicando suas próprias receitas. Ela também escreveu um livro de receitas de cerveja intitulado Rebelka (2014). O marido dela costuma adicionar fotos dos pratos dela aos livros. Sua bibliografia até 2020 incluía seis títulos, alguns em duas edições.

## Filmografia selecionada

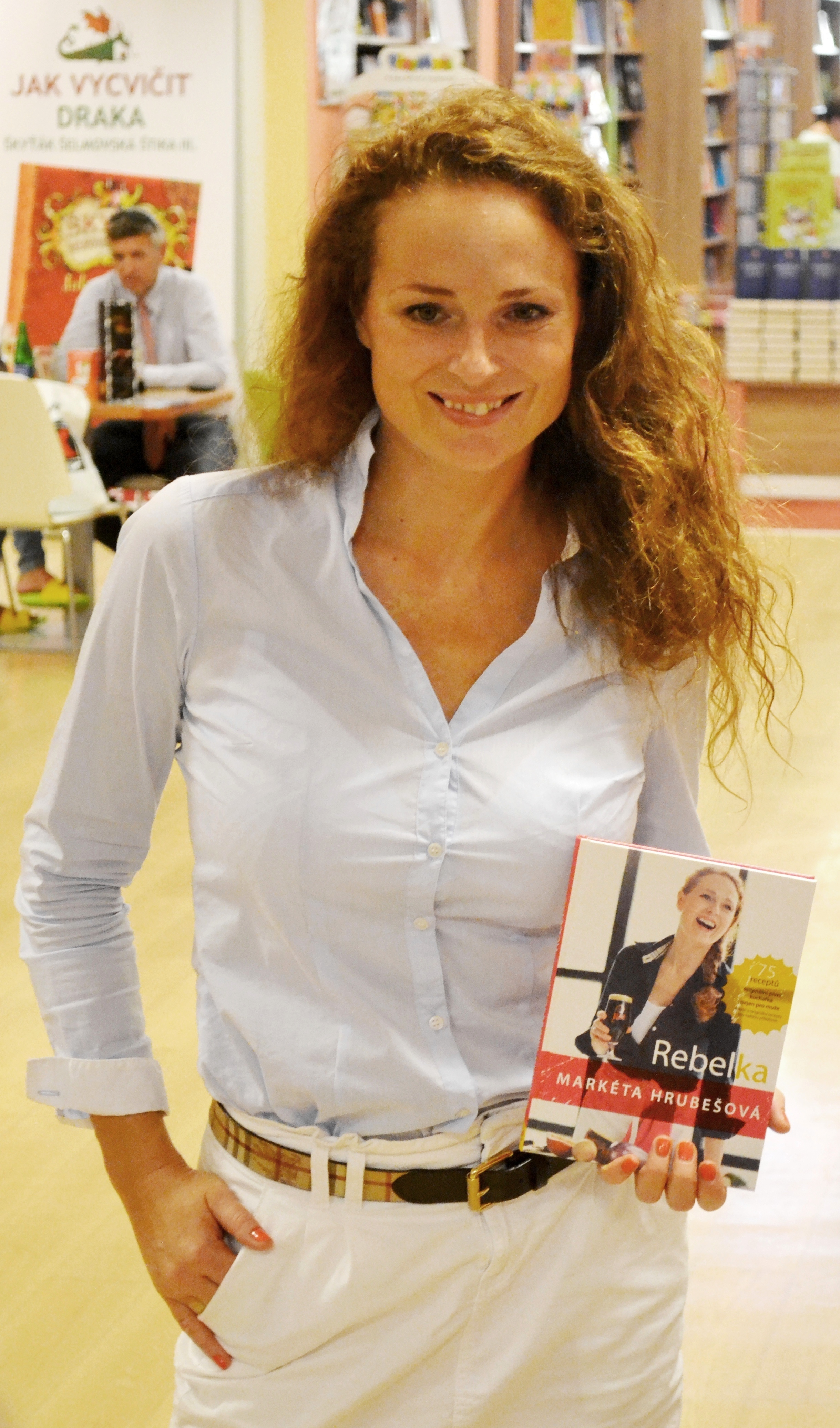
Markéta Hrubešová no lançamento de Rebelka em 2014

### Filme
- 1983 – Modré z nebe
- 1988 – Oznamuje se láskám vašim
- 1989 – Sedím na konári a je mi dobre
- 1989 – Jestřábí moudrost
- 1993 – Andělské oči
- 1993 – Konec básníků v Čechách
- 1993 – Peklo v řetězech II
- 1994 – Divoké pivo
- 1994 – Příliš hlučná samota
- 1994 – Vášnivé známosti
- 1994 – Žiletky
- 1995 – Golet v údolí
- 1995 – Ruleta
- 1995 – Venušina delta / Venušin pahorek
- 1997 – Winter 89
- 1997 – Konto separato
- 2003 – Jak básníci neztrácejí naději
- 2009 – Nepolepšitelný
- 2009 – Jménem krále
- 2009 – Domina
- 2011 – Saxána a Lexikon kouzel
- 2012 – Muž, který se směje
- 2014 – Poslední cyklista
- 2016 – Jak básníci čekají na zázrak
- 2017 – Milada
- 2020 – Štěstí je krásná věc
- 2022 – Slovo

### Televisão
- 1980 – O Ptáku Ohniváku
- 1992 – Detektiv Martin Tomsa (série)
- 1992 – Dvanáct měsíčků
- 1997 – Zdivočelá země (série)
- 1999 – O princezně z Rimini
- 2003 – Bankrotáři
- 2003 – Strážce duší (série)
- 2005 – Ulice (série)
- 2007 – Boží duha
- 2014 – Poslední cyklista – Smržová, sua filha Christel também estrelou o filme, interpretando sua filha Evu
- 2021 – Slunečná (série)

## Livros
- Tak vařím já (2011)
- Markéta vaří Rettigovou
- Rebelka (2014)
- Koko a jeho kamarádi
- Pan Brambora a jeho kamarádi (2017)
- Tak vařím já, 125 receptů pro vytížené ženy (2017)